# Авария грузовика в регионе Сидама
29 декабря 2024 года водитель грузовика не справился с управлением при пересечении моста в Бона-Зурия, регион Сидама, Эфиопия, транспорт упал в реку Ганале-Дориа[уточнить], в результате погиб 71 человек, а нескольким выжившим потребовалась госпитализация.

## Контекст
Дорожные аварии распространены в Эфиопии. По данным ООН, дороги и дорожное движение в Эфиопии плохо регулируются. По оценкам, на 100 000 человек в год приходится 26,7 смертей из-за ДТП.

## Авария
Авария произошла на мосту Гелана в восточной части региона Сидама, примерно в 300 километрах (180 милях) к югу от столицы Эфиопии Аддис-Абебы.
По предварительным данным регионального бюро здравоохранения Сидама и администратора зоны Мате Менгеши, грузовик с десятками пассажиров потерял управление и упал в реку Ганале-Дориа. Региональное бюро здравоохранения Сидамы и местный администратор восточной части региона Сидама подтвердили 71 погибшего (68 мужчин, три женщины) в результате крушения. Менгеша сообщил, что несколько пострадавших возвращались с кофейного завода и со свадьбы. Четверо выживших получили серьезные травмы и были госпитализированы в больницу Bona General Hospital, одному из раненых потребовалось дополнительное лечение и перевод в больницу Hawassa Referral Hospital.